# Az (regény)
Az Az (It) Stephen King amerikai író 1986-ban megjelent regénye. Magyarul először az Európa Könyvkiadónál jelent meg a regény, Hamvai Kornél, Kiss Annamária, Koppendorfer Noémi, Szappanos Gábor és Szántó Judit fordításában, 1995-ben. A történet hét gyermekről szól, akik szembekerülnek egy alakváltó, gonosz entitással (Azzal), mely legbensőbb félelmeik alakjában jelenik meg, a történetben legtöbbször Pennywiseként, a bohócként (a magyar fordításban: Krajcáros). A regény a hét főhős életét két különböző idősíkon mutatja be, az események első megtörténtekor és huszonhét évvel később. A műben megtalálhatók azok a klasszikus elemek, melyek a King-regényekre jellemzőek: a régi emlékek nyomasztósága, gyermekkori traumák, és a kisvárosi bágyadtság mögött rejtőző gonosz.

## Cselekmény

### 1957-58
1957 októberében, Derryben egy hatéves kisfiú, George "Georgie" Denbrough egy vihar utáni vízfolyásban kergeti a papírcsónakját, mely végül egy csatornanyílásba úszik. Nagy meglepetésére odabent egy bohóc, Krajcáros rejtőzködik, aki felajánlja neki, hogy visszaadja a csónakját, és még néhány léggömböt. Ám amikor Georgie utánanyúl, a lény kiszakítja helyéből a karját, amitől a kisfiú meghal.
Nyolc hónappal később, 1958 nyarán hét helyi gyerek különféle okoknál fogva bandába szerveződnek. Ben Hanscom egy túlsúlyos fiú, akit három helyi suhanc, Henry Bowers, Belch Huggins, és Victor Criss folyton zaklatnak, s egy ízben egy nagy H betűt vágnak késsel a hasára. A másik gyerek Bill Denbrough, a halott Georgie bátyja, aki dadog. Ott van még mellettük Eddie Kaspbrak, aki asztmás. Ők hárman Derry egy elhagyatott részén gátat építettek játékból. Hamarosan csatlakozik hozzájuk a nagyszájú Richie Tozier, és a zsidósága miatt csúfolt Stan Uris. Közös bennük, hogy Henry Bowers mindannyiukat zaklatta korábban.
Később Bill különös jelenségre lesz figyelmes: otthon Georgie egyik képe mintha rákacsintott volna. Mikor ezt elmeséli a többieknek, ők is furcsaságokról számolnak be: Ben előző januárban állítólag látott egy múmia-szerű bohócot, Eddie-t pedig egy leprás támadta meg egy elhagyott házban. Richie nem hiszi el a történteket, de amikor szembesülnek azzal, hogy Georgie évkönyvében Krajcáros arcképe szerepel, elhatározzák, hogy utánajárnak a jelenségeknek. Elmennek az elhagyott házba, ahol valóban rájuk is támad valami, ami Bill szerint a bohóc, Richie szerint viszont egy vérfarkas. Nagy nehezen sikerül csak megmenekülniük.
Eközben Beverly Marsh, a szegény lány halott gyerekek hangját hallja a csatornából, ahonnét vér folyik ki. Mivel rajta kívül senki más nem látta a dolgot, a többi gyereknek meséli el, akik maguk közé fogadják. Később Stan elmeséli, hogy tavasszal egy vízihullát látott a csatornában.
Nyárra nyilvánvalóvá válik számukra, hogy amivel szembenállnak, az egy igen erős entitás. Kutatásai során Bill rátalál Chüd szertartására, amely talán alkalmas lehet a gonosz megállítására. Közben egy fekete srác, Michael, akit Henryék bandája inzultál, csatlakozik hozzájuk. Így alakul meg a Vesztesek Klubja. A csapat szembeszáll Henryékkel, s végül győznek is. Michael utóbb elmeséli, hogy őt egy óriási madár kergette a mezőn. Egy régi fotóalbumban, mely Derryről készült, Krajcáros is benne volt, s megfenyegette a gyerekeket. De ők nem álltak meg: Bill javaslatára egy régi indián rituálét hajtottak végre. Richie és Mike víziókat láttak, melyből kiderült, hogy Az már évmilliókkal ezelőtt a Földre érkezett. Kétségessé válik, hogy szembe tudnak-e szállni vele.
Később Eddie-t megtalálja Henry bandája, és bosszúból eltörik a karját. Nem sokkal ezután Beverly szemtanúja lesz annak, hogy Henry a saját bandája egyik tagját, Patricket orális szexre kényszeríti, és megfenyegeti, hogy ha elmondja ezt bárkinek is, ő leleplezi, hogy hol tartja az általa megölt kisállatok holttestét. Patrick el akarja tüntetni a tetemeket, de Az megtámadja őt, és vérszívó formájában kiszívja a vérét. Aztán bohócalakot vesz fel, s bevonszolja a rejtekhelyére. Beverly mindezt látja, de nem hiszi el addig, míg a vérszívók őt is meg nem támadják.
Miután megmenekül, elmeséli történetét a többieknek, akik visszamennek a tett helyszínére, ahol egy vérrel írt figyelmeztető üzenet vár rájuk. Bill azonban felbátorítja őket: minden áron végezniük kell a lénnyel. Ezüsttel felfegyverkezve mennek be az elhagyatott házba, ahol vérfarkas alakjában ismét nekik támad, különösen Billnek. Ám az ezüst megállítja őt, s visszavonul.
Augusztusban Henry elméje kezd megbomlani. Kap egy kiélezett kést ajándékba Aztól. Miután félig transzba esve, félig őrülten megöli a saját apját, a banda többi tagjának segítségével arra kényszeríti a Vesztesek Klubját, hogy menjenek le velük a csatornába. Odalent Az ismét megtámadja őket, Frankenstein szörnyének alakjában, s végez Victorral és Belch-csel. A Vesztesek az óriás szem alakjában feltűnő Azt sikeresen megtámadják, majd bemennek a barlangjába. Itt óriáspókként jelenik meg, de Bill ekkor hozzákezd Chüd szertartásához, s menekülésre készteti Azt. A kifelé menekülő gyerekek elvesznek a csatornában, s kétségbeesésükön Beverly segít. Mikor kijutnak, megfogadják, hogy csapatuk újra egyesül, ha eljön az ideje, hogy ismét szembe kelljen szállniuk Azzal.

### 1984-85
1984-ben egy homoszexuális fiatalt, Adrian Mellont egy csapat fiatal bosszúból lehajít egy hídról. Az illetőt később megcsonkítva, holtan találják meg, s az "elkövetőket" őrizetbe veszik. Az egyik fiatal váltig azt hajtogatja, hogy egy bohócruhás illető volt a valódi tettes. Nem sokkal később a gyerekgyilkosságok is megszaporodnak, s ezért Mike, aki most könyvtáros, s egyedüliként maradt Derryben, felhívja a többieket, hogy emlékeztesse őket huszonhét évvel azelőtti ígéretükre. Bill sikeres horror-író, s feleségével, Audrával Angliában él. Beverly divattervező, aki erőszakos férjével él együtt. Eddie-nek limuzinkölcsönző cége van. Richie show-műsorokban szerepel komikusként. Ben lefogyott és építészként dolgozik, Stan pedig könyvelő. Mindannyian visszatérnek, kivéve Stant, aki a hír hallatán öngyilkosságot követ el a fürdőkádban.
Miután ebéd közben kibeszélték egymás közt az eltelt éveket, Mike elmeséli, mire jutott Azzal kapcsolatos kutatásai során. Az minden huszonhét évben ébred fel, hogy táplálkozzon, körülbelül fél-egy évig, s utána újra álomba szenderül. A kör általában télen zárul be, de mivel 1958-ban súlyosan megsebezték Azt, ezért augusztusban indul újra. Mike tanácsára észrevétlenül visszaköltöznek a városba, hogy egyszer és mindenkorra leszámoljanak a lénnyel, akinek a jelenlétét az ebéd utáni szerencsesütik gusztustalan tartalma árulja el.
Később mindannyian szembesülnek Az jelenlétével, igaz, külön-külön. Ben a könyvtárban látja, először bohócként, majd vámpírként. Eddie-t, akárcsak régen, leprásként támadja meg. Beverlyt az apja házában élő idős hölgy képében riasztja meg. Richie-t szoborként próbálja megölni. Bill nem szembesül vele, megtalálja viszont régi biciklijét, amit megjavít. Mindeközben egyikük sem sejti, hogy három újabb ember jön Derrybe: Audra, Bill aggódó felesége; Tom Rogan, Beverly agresszív férje; és Henry Bowers, aki Az hatására szabadult ki az elmegyógyintézetből, ahol 1958 óta volt.
A Vesztesek a könyvtárban találkoznak, hogy megbeszéljék az 1958 nyarán történteket. Mike kicsit tovább marad az esemény után, amikor is Henry megtalálja őt. Dulakodni kezdenek, és súlyosan megsérül - habár Henry is sebesült lesz. Mike még valahogy felhívja a kórházat, aztán elájul. Henryt Az kezdi el vezetni, megkeresi Eddie-t, és az életére tör. Eddie azonban nem adja magát könnyen, s végül végez vele. Ezután Az Tom Rogant használja fel, hogy elrabolja Bill feleségét, s hozza el a földalatti barlangjába. Audra transzba esik, Tom pedig holtan zuhan össze, mikor szembesül Az igazi külsejével. A többiek közben rájönnek, hogy az egész város Az irányítása alatt van, senki nem segíthet rajtuk, véglegesen le kell számolniuk az entitással.
Lemennek a csatornába, ahonnét egyesült erővel küldenek erőt Mike-nak, akinek az életére tör egy Az által irányított nővér. Közben rémes víziókkal gyötri lent őket: megjelenik George alakjában is, de Billt nem rémíti meg. Végül eljutnak a rejtekhelyére, ahol Bill és Richie hozzákezdenek Chüd szertartásához, hogy megsebezhessék Azt. Eddie megpróbál nekik segíteni, de a rituálé során meghal. Beverly eközben Audrára vigyáz, akit Az mérges pók képében a plafonhoz rögzített hálójával. Ben elpusztít néhány tojást, melyeket Az rakott le. A rituálé közben befejeződik: Bill puszta kézzel semmisíti meg Az szívét, s ebben a pillanatban vihar söpör végig Derry városán, elpusztítva a belvárost. Később Mike ír egy naplót arról, hogy Derry haldoklik.
A Vesztesek Klubjának tagjai ezután különválnak: Mike Derryben marad; Beverly és Ben otthagyják Derryt, majd összeházasodnak; Richie is hazamegy, később filmszerepet kap; Bill pedig szintén ottmarad Audrával Derry-ben. Bill lebiciklizik egy lejtőn Audrával, hogy felébressze kataton állapotából, ami azóta tart, hogy találkozott Az-zal. Audra magához tér, és Bill-lel az utcán megcsókolják egymást.

## Az
"Az" az Univerzum egy távoli pontjáról, vagy talán egy másik dimenzióból érkezett, pontosan nem tudni, a regény csak a Makroverzum kifejezést használja. Igazi neve nem ismeretes, Krajcáros bohócként, Bob Grayként is emlegetik a regény során. Igazi alakja sem ismeretes, mert aki ránéz, az menten szörnyethal, emberi elme ugyanis képtelen felfogni az ő testi valóját. Egyvalakiről tudni csak, aki biztosan túlélte a találkozást: Audra, Bill felesége.
Az ősellensége a "Teknősbéka", aki valaha az Univerzumot és más világokat teremtett. Ők ketten viszont egy még magasabb rendű értelem kreálmányai, akikre csak Mások néven hivatkoznak. Az egy kozmikus kataklizma során került a Földre, hogy ott hibernálva várjon évmilliókat, hogy az emberek eljöjjenek, s megalapítsák Derry városát, egyenesen a búvóhelye fölött.

## Magyar nyelvű kiadások
- Stephen King. Az 1-2., fordította: Hamvai Kornél, Kiss Annamária, Koppendorfer Noémi, Szappanos Gábor, Szántó Judit, Budapest: Európa, 1396. o.. ISBN 963-07-5827-X (1995)
- Stephen King.szerk.: Dezsényi Katalin: Az 1-2., fordította: Szántó Judit, Koppendorfer Noémi, Szappanos Gábor, Hamvai Kornél, Kiss Annamária, Budapest: Európa, 1396. o.. ISBN 963-07-6470-9 (1999)
- Stephen King.szerk.: Palkó Katalin: Az 1-2., Szántó Judit, Koppendorfer Noémi, Szappanos Gábor, Hamvai Kornél, Kiss Annamária, Budapest: Európa, 1396. o.. ISBN 963-07-7718-5 (2005)
- Stephen King.szerk.: Palkó Katalin: Az 1-2., Szántó Judit, Koppendorfer Noémi, Szappanos Gábor, Hamvai Kornél, Kiss Annamária, Budapest: Európa, 1396. o.. ISBN 978-963-07-8491-7 (2008)
- Stephen King.szerk.: Katona Ágnes: Az 1-2., Hamvai Kornél, Kis Annamária, Koppendorfer Noémi, Szappanos Gábor, Szántó Judit, Budapest: Európa, 1177. o.. ISBN 978-963-504-106-0 (2019)
- Stephen King.szerk.: Katona Ágnes: Az 1-2., Hamvai Kornél, Kis Annamária, Koppendorfer Noémi, Szappanos Gábor, Szántó Judit, Budapest: Európa, 1174. o.. ISBN 978-963-405-804-5 (2019)

## Érdekességek
Az Az Stephen King ezidáig második leghosszabb műve (A Setét Torony-ciklus kivételével), csak a Végítélet előzi meg terjedelmét tekintve néhány oldallal. Az amerikai kemény fedelű első kiadás 1138 oldalt számlál. A magyar nyelvű kiadás egy és két kötetben is megjelent.

## Fordítás
- Ez a szócikk részben vagy egészben  az   It (novel) című angol Wikipédia-szócikk ezen változatának fordításán alapul.  Az eredeti cikk szerkesztőit annak laptörténete sorolja fel. Ez a jelzés csupán a megfogalmazás eredetét és a szerzői jogokat jelzi, nem szolgál a cikkben szereplő információk forrásmegjelöléseként.